# Biedma (departamento)
Biedma é um departamento da Argentina, localizado na 
província de Chubut.